# Echinopsis quadratiumbonata
Echinopsis quadratiumbonata är en kaktusväxtart som först beskrevs av Friedrich Ritter, och fick sitt nu gällande namn av David Richard Hunt. Echinopsis quadratiumbonata ingår i släktet Echinopsis och familjen kaktusväxter. Inga underarter finns listade i Catalogue of Life.